# Gens Sport Clube
O Gens Sport Clube é um clube português localizado na freguesia de Foz do Sousa, Município de Gondomar, Distrito do Porto. O clube foi fundado em 1 de Janeiro de 1925 e o seu atual presidente é Alexandre Figueiredo.
Os seus jogos em casa são disputados no Parque Desportivo de Gens. O Gens SC é o clube mais antigo da União de Freguesias de Foz do Sousa e Covelo e um dos mais antigos do Município de Gondomar.
Compete desde o ano de 1944 nas competições da Associação de Futebol do Porto, sendo Sócio Benemérito desta associação. 
No ano de 2019, o clube celebrou uma parceria com a Dragon Force e, atualmente, mais de 200 atletas competem com as insígnias do Gens Sport Clube.
A equipa de futebol sénior participou, na época de 2024/25, na Divisão Elite .